# Lili Dujourie
Lili Dujourie (Roeselare, 1941) es una artista visual flamenca que crea principalmente esculturas, pinturas y vídeos. Ha participado en numerosas exposiciones individuales y colectivas desde 1968.

## Trayectoria
Los materiales con los que trabaja Dujourie incluyen arcilla, papel de collage, hierro, plomo, mármol, fotografía, yeso, terciopelo y video. Personifica la sexualidad en ellos, mostrando la dimensión cambiante de la obra de arte. Se centra en el exterior de la obra que, en lugar de simplificarlo, da protagonismo a los elementos ornamentales. Entre los temas tratados están el tiempo, el cambio entre lo figurativo y lo abstracto, la sensación de tristeza y la búsqueda de un aspecto emocional del espacio.

### La naturaleza es sabia
La obra de Dujourie estuvo expuesta en el Museo Nacional Centro de Arte Reina Sofía de junio a septiembre de 2011. En esta exposición, La naturaleza es sabia, las obras son de distintos momentos de su trayectoria, lo que se complementa con el análisis de la historia de cada pieza. La muestra es más una simulación en lugar de una representación, debido a su naturaleza teatral. Se divide en dos partes:
- Primera serie: Initialen der stilte, se compone de objetos de arcilla colocados sobre un fino tablero de una mesa con las formas de huesos, hojas y raíces.[1]
- Segunda serie: compuesta por pequeñas esculturas de papel maché influenciadas por las flores cultivadas en Europa con fines medicinales.[1]

### Vídeo
Dujourie comenzó a trabajar en video en la década de 1960, como un medio asequible y accesible. Sus pinturas y esculturas influyeron en la composición y el marco conceptual de los videos que produjo. Trabaja con su cuerpo, grabándose mayoritariamente desnuda, haciendo declaraciones feministas sobre la representación de las mujeres. En la mayoría de sus vídeos, Dujourie se filmó en una toma única estando sola en una habitación. Los videos sin editar, existían como una forma de performance. Exploró y combatió la mirada masculina trabajando como la observada y la espectadora, realizando contantes grabaciones para encontrar las formas y el movimiento perfectos. Listado de sus trabajos en video documentados:
- Koraal, 1972[4]
- Hommage à...II, 1972[5]
- Hommage à...III, 1972[5]
- Passion, 1972[6]
- Sanguine, 1972[7]
- Une tache, 1972
- Sonnet, 1972

## Exposiciones e instalaciones
Exposiciones individuales:
- S.M.A.K., Ghent, Folds in Time, 2015[8]
- Galerie DAAD, Berlin, 1991[9]
- Galerie Michael Janssen, 2011[10]
- Iron, plaster and wood, Museo Nacional Centro de Arte Reina Sofía, Spain, 1992[11]
- Centro Andaluz de Arte Comptemporaneo, 2004[12]
- Palais des Beaux-Arts de Bruselas, 2005[12]
- Clay Works, Galerie Erna Hecey, Brussel, 2007[13]
- La naturaleza es sabia, Museo Nacional Centro de Arte Reina Sofía, 2011[1]